# Erastria phoenix
Erastria phoenix là một loài bướm đêm trong họ Geometridae.